# Фаркаш (Вранча)
Фаркаш (рум. Farcaș) насеље је у Румунији у округу Вранча у општини Региу. Oпштина се налази на надморској висини од 533 m.

## Становништво
Према подацима из 2002. године у насељу је живело 190 становника, од којих су сви румунске националности.